# Женская сборная Аргентины по волейболу
Женская национальная сборная Аргентины по волейболу (исп. Selección femenina de voleibol de Argentina) — представляет Аргентину на международных волейбольных соревнованиях. Управляющей организацией выступает Федерация волейбола Аргентины (исп. Federación del Voleibol Argentino — FeVA).

## История
Волейбол в Аргентине в 1912 году начал развивать департамент физического воспитания Ассоциации молодых христиан (YMKA) Буэнос-Айреса. Первым пропагандистом новой игры был инструктор по баскетболу и волейболу П.Филипс (США). В том же году состоялись первые соревнования среди учащихся. В 1932 столичная ассоциация YMKA основала Федерацию волейбола и пелоты Аргентины, в 1946 ставшую одним из соучредителей Южноамериканской конфедерации волейбола (CSV). В 1950 организована самостоятельная Федерация волейбола Аргентины, в 1952 вступившая в ФИВБ. В том же 1952 году были проведены первые чемпионаты страны среди мужских и женских команд провинций.
На международной арене женская волейбольная сборная Аргентины дебютировала в сентябре 1951 года на проходившем в бразильском Рио-де-Жанейро первом чемпионате Южной Америки. В ходе турнира аргентинские волейболистки проиграли все три своих матча сборным Бразилии, Уругвая и Перу и заняли последнее место. В следующем континентальном первенстве аргентинки участия не принимали, а на чемпионате Южной Америки 1958 одержали свою первую победу, выиграв у команды Парагвая, но всё равно замкнули итоговую таблицу первенства, став пятыми.
В 1960 национальная команда Аргентины впервые приняла участие в чемпионате мира, прошедшем в Бразилии, и стала 9-й из 10 команд. В 6 проведённых матчах аргентинские волейболистки потерпели 4 поражения от сборных Японии, Польши, ФРГ и Перу и дважды обыграли команду Уругвая.
В последующие десятилетия результаты женской сборной Аргентины были весьма скромными. Команда ни разу не смогла квалифицироваться на Олимпийские игры и лишь трижды была среди участников чемпионатов мира, в лучшем случае занимая на них места в середине второго десятка. Все медальные достижения национальной команды Аргентины связаны только с соревнованиями на американском континенте.
Касаясь истории выступлений сборной Аргентины в чемпионатах Южной Америки, то впервые призёром соревнований она стала в 1961 году, выиграв «бронзу». В двух последующих континентальных первенствах (1962 и 1964) аргентинки также занимали третьи места, но следует учесть, что число участников чемпионатов тех лет составляло лишь 4 команды. С 1975 по 1997 годы сборная Аргентины 7 раз становилась бронзовым призёром турниров, неизменно пропуская вперёд себя лидеров южноамериканского волейбола тех лет — команды Перу и Бразилии, а в отдельные чемпионаты ещё и волейболисток Колумбии и Венесуэлы.
В 1999 году сборная Аргентины впервые за всё время своего участия в чемпионатах Южной Америки победила сборную Перу и стала серебряным призёром первенства. В 2001 и 2003 аргентинки также выигрывали континентальное «серебро». С 2009 года национальная команда Аргентины вот уже на протяжении трёх южноамериканских первенств подряд вытесняет перуанок со второй ступеньки пьедестала, а вот обыграть сборную Бразилии, на протяжении почти 20 лет обладающую бесспорной гегемонией в континентальном волейболе, аргентинкам ещё ни разу не удавалось за более чем 60-летнюю историю встреч этих команд в чемпионатах Южной Америки.
Негативным образом на результатах сборной сказывался тот факт, что многие аргентинские волейболистки ввиду низкого уровня клубного волейбола страны уезжают для продолжения карьеры на европейский континент, прежде всего в Италию и Испанию, и зачастую возникали проблемы с привлечением в национальную команду всех потенциально сильнейших игроков. В некоторых случаях волейболистки из Аргентины принимали приглашения играть за сборные своих новых стран. Прежде всего в этом списке следует упомянуть нападающую Каролину Костагранде, с недавних пор игрока сборной Италии, а также связующую Ромину Ламас, на протяжении нескольких лет выступавшую за Испанию. Наибольший урон от оттока спортсменок сборная Аргентины понесла в первой половине 2000-х, из-за чего руководство волейбольной федерации страны даже не стало заявлять свою национальную команду для участия в отборочном турнире Олимпиады-2008.
И всё же в последние годы ситуация несколько изменилась в лучшую сторону. Волейболу в Аргентине стало уделяться больше внимания, хотя по популярности в стране он по прежнему значительно уступает прежде всего футболу, баскетболу и регби. Как уже отмечалось выше, в Южной Америке женская сборная Аргентины поднялась на вторую строчку континентальной табели о рангах, вытеснив с неё перуанок. С 2011 аргентинские волейболистки участвуют в Гран-при, а в октябре 2013 на проходившем у себя в стране континентальном отборочном турнире чемпионата мира уверенно заняли первое место, «всухую» обыграв сборные Колумбии и Перу, обеспечив себе участие в мировом первенстве 2014 года.
На ведущих ролях в сборной Аргентины образца 2013 года находились связующая Яэль Кастильоне, нападающие Паула Ямила Низетич (капитан команды), Жозефина Фернандес, Лусия Фреско, Джорджина Пинедо, центральные блокирующие Флоренсия Бускетс, Эмильсе Соса, Наталия Айспируа, либеро Лусия Гайдо.
В 2015 году сборная Аргентины приняла участие в пяти официальных турнирах. В розыгрыше Панамериканского Кубка аргентинки в 3-й раз в своей истории стали бронзовыми призёрами, а вот чемпионат Южной Америки закончился для них неудачно. Уверенно пройдя предварительную стадию, команда Аргентины, выступавшая далеко не в оптимальном составе, в полуфинале уступила в пяти партиях перуанкам, а в матче за «бронзу» также в пяти сетах проиграла и хозяйкам турнира — сборной Колумбии. В остальных соревнованиях сезона (Гран-при, Кубке мира и Панамериканских играх) сборная Аргентины финишировала далеко от призового подиума.
В 2016 году аргентинская национальная команда первенствовала в южноамериканском отборочном олимпийском турнире (в отсутствие сборной Бразилии) и впервые в своей истории квалифицировалась на Олимпийские игры. На самой же Олимпиаде-2016 аргентинки выступили без успеха, потерпев в своей группе предварительного этапа 4 поражения с одинаковым счётом 0:3 от сборных Бразилии, России, Южной Кореи и Японии и одержав одну победу в пяти партиях над командой Камеруна.

## Результаты выступлений и составы

### Олимпийские игры
| - 1964 — не участвовала - 1968 — не участвовала - 1972 — не участвовала - 1976 — не квалифицировалась - 1980 — не квалифицировалась - 1984 — не квалифицировалась - 1988 — не квалифицировалась - 1992 — не квалифицировалась | - 1996 — не квалифицировалась - 2000 — не квалифицировалась - 2004 — не квалифицировалась - 2008 — не участвовала - 2012 — не квалифицировалась - 2016 — 9—10-е место - 2020 — 11—12-е место - 2024 — не квалифицировалась |

- 2016: Таня Акоста, Паула-Ямила Низетич, Лусия Фреско, Клариса Сагардия, Эмильсе Соса, Джульета Ласкано, Татьяна Соледад Риццо, Летисия Боскаччи, Жозефина Фернандес, Флоренсия Бускетс Рейес, Яэль Кастильоне, Морена Мартинес Франчи. Тренер — Гильермо Ордуна.
- 2020: Элина Родригес, Сабрина Германьер, Паула-Ямила Низетич, Даниэла Булайх Симиан, Эухения Носач, Джульета Ласкано, Татьяна Соледад Риццо, Бьянка Фарриоль, Мария-Виктория Майер, Антонела Фортуна, Эрика Меркадо, Канделария Эррера Родригес. Тренер — Эрнан Ферраро.

### Чемпионаты мира
| - 1952 — не участвовала - 1956 — не участвовала - 1960 — 9-е место - 1962 — не участвовала - 1967 — не участвовала - 1970 — не квалифицировалась - 1974 — не участвовала - 1978 — не квалифицировалась - 1982 — 18-е место - 1986 — не участвовала | - 1990 — 15-е место - 1994 — не квалифицировалась - 1998 — не квалифицировалась - 2002 — 17—20-е место - 2006 — не квалифицировалась - 2010 — не квалифицировалась - 2014 — 17—20-е место - 2018 — 17—20-е место - 2022 — 16-е место |

- 1960: Дора Сантильян, Элида Супиталь, Эстер Дойенхард, Этель Варас, Глинка Роча, Марта Нобиле, Марта Рутман, Нелли Кунео, Норма Милетти, Ракель Галь, Росарио Нелида Сиффреди. Тренер — Хуан Луис Ботта.
- 2002: Селина Крузо, Каролина Костагранде, Мариана Конде, Ромина Ламас, Микаэла Фогель, Ивана Элоиса Мюллер, Мария Лаура Винсенте, Наталия Брусса, Джульетта Борхи, Марианела Робинет, Мирна Эухения Ансалди, Джорджина Пинедо. Тренер — Клаудио Куэльо.
- 2014: Лусия Гайдо, Таня Акоста, Паула-Ямила Низетич, Лусия Фреско, Элина Родригес, Соль Пикколо, Эмильсе Соса, Джульета Ласкано, Татьяна Соледад Риццо, Летисия Боскаччи, Жозефина Фернандес, Флоренсия Бускетс Рейес, Антонела Куратола, Яэль Кастильоне. Тренер — Гильермо Ордуна.
- 2018: Агостина Денисе Сория, Анахи Флоренсия Тоси, Лусия Фреско, Элина Родригес, Клариса Сагардия, Эмильсе Соса, Джульета Ласкано, Татьяна Соледад Риццо, Жозефина Фернандес, Антонела Фортуна, Флоренсия Бускетс Рейес, Морена Мартинес Франчи, Валентина Гальяно, Виктория Сабала. Тренер — Гильермо Ордуна.
- 2022: Сабрина Германьер, Паула-Ямила Низетич, Даниэла Булайх, Кандела Салинас, Лусия Вердьер дель Валье, Эрика Меркадо, Бьянка Куньо, Эмильсе Соса, Татьяна Соледад Риццо, Бьянка Фарриоль, Виктория Майер, Канделария Эррера, Бренда Графф, Мария-Агостина Пелосо. Тренер — Эрнан Ферраро.

### Кубок мира
| - 1973 — 8-е место - 1977 — не участвовала - 1981 — не участвовала - 1985 — не участвовала - 1989 — не участвовала - 1991 — не участвовала - 1995 — не участвовала | - 1999 — 11-е место - 2003 — 11-е место - 2007 — не участвовала - 2011 — 10-е место - 2015 — 8-е место - 2019 — 10-е место |

- 1999: Ивана Элоиса Мюллер, Мирна Эухения Ансалди, Мариана Конде, Селина Крузо, Каролина Костагранде, Ромина Ламас, Мария Лаура Винсенте, Марсела Ре, Марсия Скаччи, Моника Бансон, Моника Костольник, Флоренсия Дельфино. Тренер — Клаудио Куэльо.
- 2003: Джорджина Пинедо, Джульетта Борхи, Мария Паредес, Даниэла Прейти, Майя Констант, Паула Паризи, Сандра Кобетич, Мариана Бургос, Мария Лаура Винсенте, Моника Костольник, Наталия Мильденбергер, Карина Пачеко. Тренер — Уго Хаурегуи.
- 2011: Лусия Гайдо, Паула Ямила Низетич, Мария Химена Перес, Лусия Фреско, Татьяна Соледад Риццо, Эмильсе Соса, Антонелла Бортолоцци, Летисия Боскаччи, Флоренсия Карлотто, Флоренсия Бускетс Рейес, Антонела Куратола, Яэль Кастильоне. Тренер — Хорасио Бастит.
- 2015: Таня Акоста, Марсия Скакки, Лусия Фреско, Наталия Айспуруа, Соль Пикколо, Клариса Сагардия, Эмильсе Соса, Джульета Ласкано, Татьяна Соледад Риццо, Летисия Боскаччи, Жозефина Фернандес, Яэль Кастильоне. Тренер — Гильермо Ордуна.
- 2019: Элина Родригес, Таня Акоста, Паула Ямила Низетич, Даниэла Булайх Симиан, Лусия Фреско, Агнес Виктория Мичель Тоси, Джульета Ласкано, Татьяна Соледад Риццо, Мария-Виктория Майер, Антонела Фортуна, Канделария Эррера Родригес, Валентина Гальяно. Тренер — Эрнан Ферраро.

### Гран-при
В розыгрышах 1993—2004 сборная Аргентины не участвовала, а в 2005—2010 — не квалифицировалась.
- 2011 — 14-е место
- 2012 — 15-е место
- 2013 — 16-е место
- 2014 — 17-е место (5-е во 2-м дивизионе)
- 2015 — 19-е место (7-е во 2-м дивизионе)
- 2016 — 17-е место (5-е во 2-м дивизионе)
- 2017 — 22-е место (10-е во 2-м дивизионе)

- 2011: Лусия Гайдо, Паула Ямила Низетич, Айлин Перейра, Лусия Фреско, Даниэла Хильденбергер, Камила Херсонски, Эмильсе Соса, Антонелла Бортолоцци, Летисия Боскаччи, Флоренсия Карлотто, Антонела Куратола, Яэль Кастильоне. Тренер — Хорасио Бастит.
- 2012: Лусия Гайдо, Жозефина Фернандес, Паула Ямила Низетич, Лусия Фреско, Луисина Яккуцци, Татьяна Соледад Риццо, Эмильсе Соса, Летисия Боскаччи, Флоренсия Карлотто, Флоренсия Бускетс Рейес, Антонела Куратола, Яэль Кастильоне, Марианхелес Коссар. Тренер — Хорасио Бастит.
- 2013: Лусия Гайдо, Жозефина Фернандес, Паула Ямила Низетич, Лусия Фреско, Наталия Айспуруа, Эмильсе Соса, Джорджина Пинедо, Татьяна Соледад Риццо, Флоренсия Бускетс Рейес, Антонела Куратола, Яэль Кастильоне, Марианхелес Коссар. Тренер — Гильермо Ордуна.
- 2014: Лусия Гайдо, Таня Акоста, Паула-Ямила Низетич, Лусия Фреско, Элина Родригес, Наталия Айспуруа, Джульета Ласкано, Татьяна Соледад Риццо, Летисия Боскаччи, Жозефина Фернандес, Флоренсия Бускетс Рейес, Антонела Куратола, Яэль Кастильоне, Микаэла Фабиани. Тренер — Гильермо Ордуна.
- 2015: Паула Ямила Низетич, Лусия Фреско, Марсия Скаччи, Элана Родригес, Наталия Айспируа, Соль Пикколо, Клариса Сагардия, Эмильсе Соса, Джульета Ласкано, Татьяна Соледад Риццо, Летисия Боскаччи, Жозефина Фернандес, Флоренсия Бускетс Рейес, Антонела Куратола, Яэль Кастильоне, Карла Кастильоне, Морена Мартинес Франчи. Тренер — Гильермо Ордуна.
- 2016: Таня Акоста, Лусия Фреско, Наталия Айспуруа, Соль Пикколо, Клариса Сагардия, Эмильсе Соса, Джульета Ласкано, Татьяна Соледад Риццо, Летисия Боскаччи, Жозефина Фернандес, Флоренсия Бускетс Рейес, Яэль Кастильоне, Морена Мартинес Франчи, Карла Кастильоне. Тренер — Гильермо Ордуна.
- 2017: Присила Босио, Таня Акоста, Лусия Фреско, Элина Родригес, Наталия Айспуруа, Соль Пикколо, Клариса Сагардия, Эмильсе Соса, Джульета Ласкано, Татьяна Соледад Риццо, София Булгарелла, Флоренсия Джорджи, Антонела Фортуна, Элена Видаль, Франчи Мартинес Морена, Камила Ируэла Тапиа. Тренер — Гильермо Ордуна.

### Лига наций
- 2018 — 16-е место

- 2018: , Присила Босио, Паула Ямила Низетич, Элина Родригес, Соль Пикколо, Клариса Сагардия, Анахи Флоренсия Тоси, Джульета Ласкано, Татьяна Соледад Риццо, Антонела Фортуна, Флоренсия Бускетс Рейес, Элена Видаль, Морена Мартинес Франчи, Камила Ируэла Тапия, Агнес Виктория Мичель Тоси, Виктория Сабала, Агостина Денисе Сория. Тренер — Гильермо Ордуна.

### Кубок претендентов ФИВБ
- 2019 —  3-е место
- 2024 — 5—8-е место

- 2019: Элина Родригес, Паула Ямила Низетич, Даниэла Булайх Симиан, Лусия Фреско, Эрика Меркадо, Агнес Виктория Мичель Тоси, Татьяна Вера, Джульета Ласкано, Татьяна Соледад Риццо, Антонела Фортуна, Камила Ируэла Тапия, Канделария Эррера Родригес, Валентина Гонсалес, Валентина Гальяно. Тренер — Эрнан Ферраро.

### Чемпионаты Южной Америки
| - 1951 — 4-е место - 1956 — не участвовала - 1958 — 5-е место - 1961 — 3-е место - 1962 — 3-е место - 1964 — 3-е место - 1967 — не участвовала - 1969 — 5-е место - 1971 — 6-е место - 1973 — 6-е место - 1975 — 3-е место - 1977 — 3-е место - 1979 — 3-е место - 1981 — 3-е место - 1983 — 3-е место - 1985 — не участвовала - 1987 — 4-е место - 1989 — 3-е место | - 1991 — 4-е место - 1993 — не участвовала - 1995 — 3-е место - 1997 — 3-е место - 1999 — 2-е место - 2001 — 2-е место - 2003 — 2-е место - 2005 — 3-е место - 2007 — 5-е место - 2009 — 2-е место - 2011 — 2-е место - 2013 — 2-е место - 2015 — 4-е место - 2017 — 4-е место - 2019 — 4-е место - 2021 — 3-е место - 2023 — 2-е место |

- 1961: Дора Миолиано, Росарио Сиффреди, Норма Пилетти, Мария Скарнео, Эстер Дойенхард, Хильма Роча, …
- 1997: Ивана Элоиса Мюллер, Мирна Эухения Ансалди, Мариана Конде, Каролина Костагранде, Ромина Ламас, Мария Лаура Винсенте, Марсела Ре, …
- 1999: Ивана Элоиса Мюллер, Мирна Эухения Ансалди, Мариана Конде, Селина Крузо, Каролина Костагранде, Ромина Ламас, Мария Лаура Винсенте, Марсела Ре, Марсия Скаччи, Моника Бансон, Моника Костольник, Флоренсия Дельфино. Тренер — Клаудио Куэльо.
- 2005: Клаудия Хвала, Виктория Пагадисабаль, Мирна Ансалди, Паула Паризи, Ромина Коссар, Наталия Флавиани, Илеана Лейендекер, Летисия Боскаччи, Антонелла Бортолоцци, Лусия Бертайна, Даниэла Прейтти, Даниэла Хильденбергер. Тренер — Алехандро Арконада.
- 2007: Виктория Больоне, Антонелла Бортолоцци, Летисия Боскаччи, Антонела Куратола, Лусия Гайдо, Джорджина Клюг, Джульета Ласкано, Илеана Лейендекер, Паула Ямила Низетич, Патрисия Ойллатагуэрре, Карина Пачеко, Сабрина Сегуи. Тренер — Оскар Романо.
- 2009: Марианела Робинет, Паула Ямила Низетич, Лусия Фреско, Даниэла Хильденбергер, Камила Херсонски, Эмильсе Соса, Джорджина Пинедо, Татьяна Соледад Риццо, Летисия Боскаччи, Флоренсия Бускетс Рейес, Антонела Куратола, Яэль Кастильоне. Тренер — Хорасио Бастит.
- 2011: Лусия Гайдо, Паула Ямила Низетич, Лусия Фреско, Даниэла Хильденбергер, Эмильсе Соса, Антонелла Бортолоцци, Татьяна Соледад Риццо, Летисия Боскаччи, Флоренсия Карлотто, Флоренсия Бускетс Рейес, Антонела Куратола, Яэль Кастильоне. Тренер — Хорасио Бастит.
- 2013: Лусия Гайдо, Соль Пикколо, Лусия Фреско, Даниэла Хильденбергер, Наталия Айспируа, Вивиана Доминко, Эмильсе Соса, Татьяна Соледад Риццо, Элина Родригес, Жозефина Фернандес, Флоренсия Бускетс Рейес, Яэль Кастильоне. Тренер — Гильермо Ордуна.
- 2015: Марианела Гарбари, Марсия Скаччи, Наталия Айспируа, Соль Пикколо, Клариса Сагардия, Морена Мартинес Франчи, Антонела Куратола, Присцила Босио, Карла Кастильоне, Эухения Носач, Микаэла Фабиани, Ариана Гонсалес Перейра, Виктория Мишель Тосси, Канделария Родригес Эррера. Тренер — Гильермо Касерес.
- 2017: Присила Босио, Таня Акоста, Лусия Фреско, Наталия Айспуруа, Соль Пикколо, Клариса Сагардия, Эмильсе Соса, Джульета Ласкано, Татьяна Соледад Риццо, Жозефина Фернандес, Антонела Фортуна, Элена Видаль, Франчи Мартинес Морена, Камила Ируэла Тапиа. Тренер — Гильермо Ордуна.
- 2019: Таня Акоста, Даниэла Булайх Симиан, Роса Рейносо, Агнес Виктория Мичель Тоси, Бьянка Фарриоль, Антонела Фортуна, Валентина Гонсалес, Валентина Гальяно, Мартина Кастро, Ирен Верасио, Кандела Салинас, Соль Пикколо, Мартина Гуаставино, Грета Мартинелли. Тренер — Эрнан Ферраро.
- 2021: Сабрина Германьер, Даниэла Булайх Симиан, Кандела Салинас, Бренда Чурин, Эмильсе Соса, Бьянка Куньо, Татьяна Соледад Риццо, Бьянка Фарриоль, Мария-Виктория Майер, Джульета Хольцмайстерс, Эрика Меркадо, Марианхелес Коссар, Бренда Графф, Мария-Агостина Пелосо. Тренер — Эрнан Ферраро.
- 2023: Татьяна Вера, Ямила Низетич, Эухения Носач, Кандела Салинас, Эрика Меркадо, Бьянка Куньо, Даниэла Булайх Симиан, Татьяна Соледад Риццо, Бьянка Фарриоль, Мария-Виктория Майер, Антонела Фортуна, Канделария Эррера, Бренда Графф, Мария-Агостина Пелосо. Тренер — Эрнан Ферраро.

### Панамериканские игры
Сборная Аргентины участвовала в 6 волейбольных турнирах Панамериканских игр.
- 1983 — 6-е место
- 1991 — 6-е место
- 1995 — 4-е место
- 2015 — 6-е место
- 2019 —  3-е место
- 2023 — 4-е место

- 2015: Паула Ямила Низетич, Лусия Фреско, Элана Родригес, Наталия Айспируа, Соль Пикколо, Эмильсе Соса, Джульета Ласкано, Татьяна Соледад Риццо, Летисия Боскаччи, Жозефина Фернандес, Антонела Куратола, Яэль Кастильоне. Тренер — Гильермо Ордуна.
- 2019: Элина Родригес, Таня Акоста, Паула Ямила Низетич, Даниэла Булайх Симиан, Лусия Фреско, Агнес Виктория Мичель Тоси, Джульета Ласкано, Татьяна Соледад Риццо, Мария-Виктория Майер, Антонела Фортуна, Канделария Эррера Родригес, Валентина Гальяно. Тренер — Эрнан Ферраро.

### Панамериканский Кубок
| - 2002 — 5-е место - 2003 — не участвовала - 2004 — 8-е место - 2005 — 9-е место - 2006 — 10-е место - 2007 — 6-е место - 2008 — 3-е место - 2009 — 6-е место - 2010 — 5-е место - 2011 — 6-е место - 2012 — 5-е место | - 2013 — 3-е место - 2014 — 4-е место - 2015 — 3-е место - 2016 — 5-е место - 2017 — 7-е место - 2018 — 9-е место - 2019 — 5-е место - 2021 — не участвовала - 2022 — не участвовала - 2023 — 1-е место - 2024 — 1-е место |

- 2008: Джорджина Клюг, Мирна Ансальди, Марианела Робинет, Паула Ямила Низетич, Джорджина Пинедо, Татьяна Соледад Риццо, Летисия Боскаччи, Яэль Кастильоне, Наталия Эспиноса, Наталия Флавиани, Илеана Лейендекер, Сабрина Сегуи. Тренер — Хорасио Бастит.
- 2013: Лусия Гайдо, Жозефина Фернандес, Паула Ямила Низетич, Лусия Фреско, Наталия Айспуруа, Таня Акоста, Эмильсе Соса, Татьяна Соледад Риццо, Летисия Боскаччи, Флоренсия Бускетс Рейес, Антонела Куратола, Яэль Кастильоне. Тренер — Гильермо Ордуна.
- 2015: Марианела Гарбари, Таня Акоста, Паула Ямила Низетич, Лусия Фреско, Соль Пикколо, Клариса Сагардия, Эмильсе Соса, Джульета Ласкано, Татьяна Соледад Риццо, Летисия Боскаччи, Жозефина Фернандес, Патрисия Ойльятагуэрре, Флоренсия Бускетс Рейес. Тренер — Гильермо Ордуна.

### Кубок «Финал четырёх» по волейболу
- 2008 —  3-е место
- 2009 — не участвовала
- 2010 —  3-е место

- 2008: Джорджина Клюг, Татьяна Соледад Риццо, Летисия Боскаччи, Яэль Кастильоне, Наталия Флавиани, Илеана Лейендекер, Сабрина Сегуи, Флоренсия Бускетс Рейес, Лусия Гайдо, Лусия Бертайна, Айлин Перейра, Жозефина Фернандес. Тренер — Хорасио Бастит.
- 2010: Лусия Гайдо, Лусия Фреско, Эмильсе Соса, Антонелла Бортолоцци, Флоренсия Бускетс Рейес, Антонела Куратола, Клариса Сагардия, Айлин Перейра, Наталия Айспируа, Жозефина Фернандес, Джулия Бенет, Таня Акоста. Тренер — Хорасио Бастит.

### Южноамериканские игры
- 1978 —  1-е место
- 1982 —  3-е место
- 2010 —  2-е место
- 2014 —  1-е место
- 2018 —  2-е место
- 2022 —  2-е место

## Состав
Сборная Аргентины в соревнованиях 2024 года (Кубок претендентов ФИВБ, Панамериканский Кубок).
| №  | Имя, фамилия               | Год рождения | Рост | Амплуа      | Клуб                                         |
| -- | -------------------------- | ------------ | ---- | ----------- | -------------------------------------------- |
| 1  | Элина Родригес             | 1997         | 189  | нападающая  | «Кечиёрен» Анкара                            |
| 2  | Эмилия Балаге              | 2004         | 181  | связующая   | «Сен-Дье-де-Вож»                             |
| 3  | Паула-Ямила Низетич        | 1989         | 182  | нападающая  | «Олимпиакос» Пирей                           |
| 5  | Кандела Салинас            | 2000         | 183  | нападающая  | «Кастельфранко»                              |
| 6  | Бьянка Бертолино           | 2002         | 185  | нападающая  | «Джорджия Теч» Атланта                       |
| 7  | Николь Перес               | 2004         | 184  | нападающая  | «Вьеннуа» Вьен                               |
| 8  | Кейла Льянос               | 2003         | 173  | нападающая  | «Химнасия и Эсгрима» Ла-Плата                |
| 9  | Бьянка Куньо               | 2003         | 190  | нападающая  | «Леваллуа Пари Сен-Клу» Леваллуа-Перре/Париж |
| 10 | Даниэла Булайх Симиан      | 1997         | 178  | нападающая  | «Мачерата»                                   |
| 11 | Бьянка Фарриоль            | 2001         | 180  | центральная | «Олимпиакос» Пирей                           |
| 12 | Авриль Гарсия              | 2004         | 186  | центральная | «Леваллуа Пари Сен-Клу» Леваллуа-Перре/Париж |
| 14 | Мария-Виктория Майер       | 2001         | 177  | связующая   | «Радомка» Радом                              |
| 15 | Антонела Фортуна           | 1995         | 175  | нападающая  | «Аварка де Менорка» Сьюдадела                |
| 17 | Канделария Эррера Родригес | 1999         | 182  | центральная | «Хьюстон» — LOVB                             |
| 18 | Мартина Беднарек           | 2006         | 185  | нападающая  | «Сан-Лоренсо де Альмагро» Буэнос-Айрес       |
| 19 | Бренда Графф               | 1994         | 187  | центральная | «Университатрио де Депортес» Лима            |
| 20 | Мария-Агостина Пелосо      | 1999         | 163  | либеро      | «Сондер» Росарио                             |

- Главный тренер — Даниэль Кастеллани.
- Тренеры — Факундо Морандо, Габриэль Арройо.

## Фотогалерея

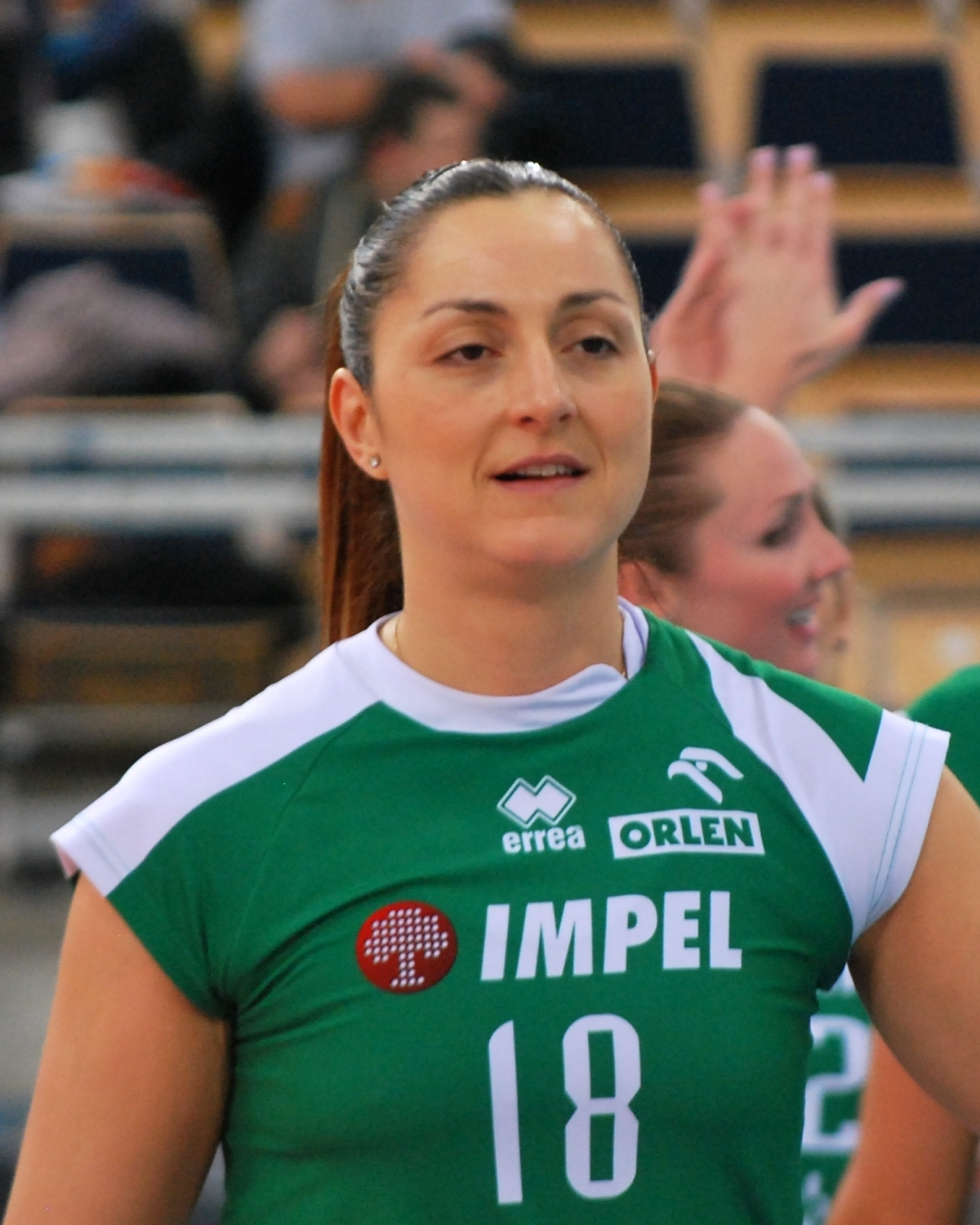
Каролина Костагранде
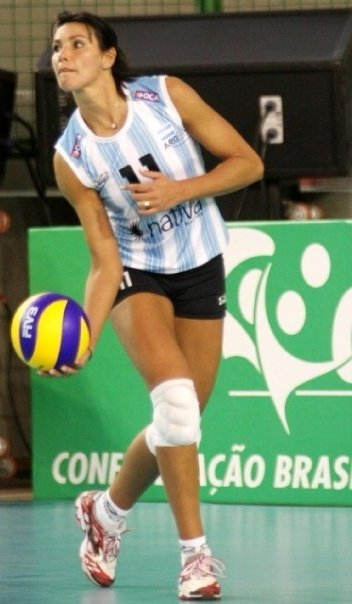
Джорджина Пинедо
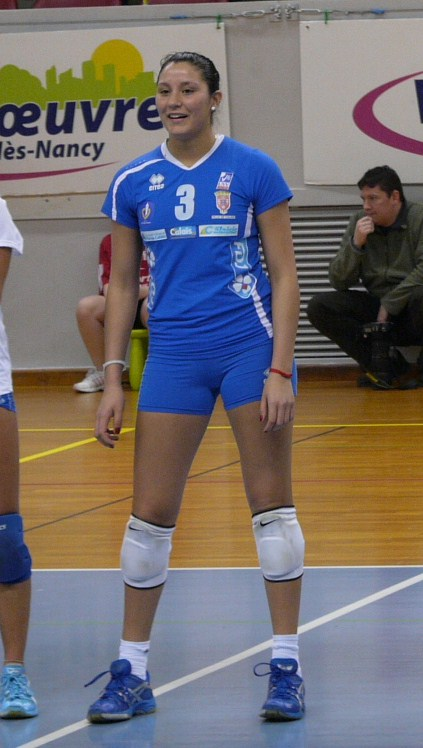
Ямила Низетич
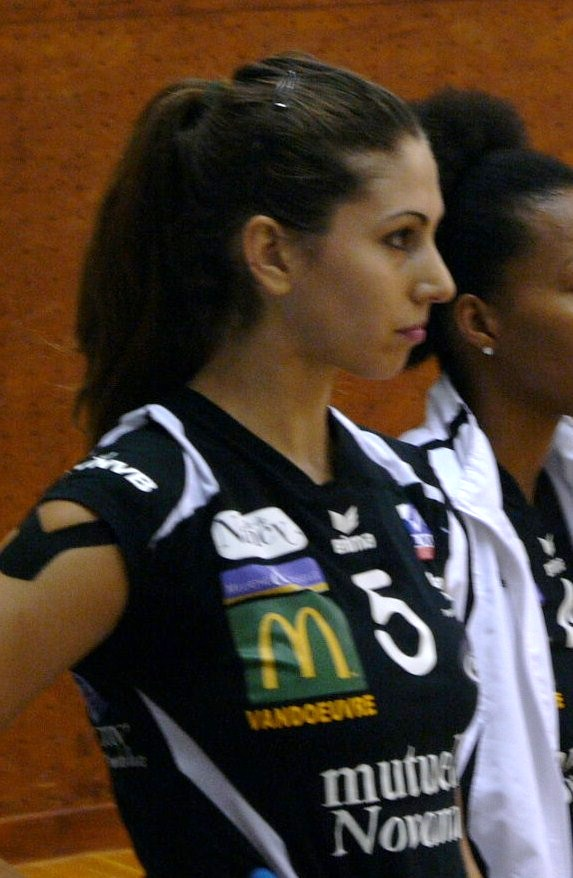
Джульета Ласкано
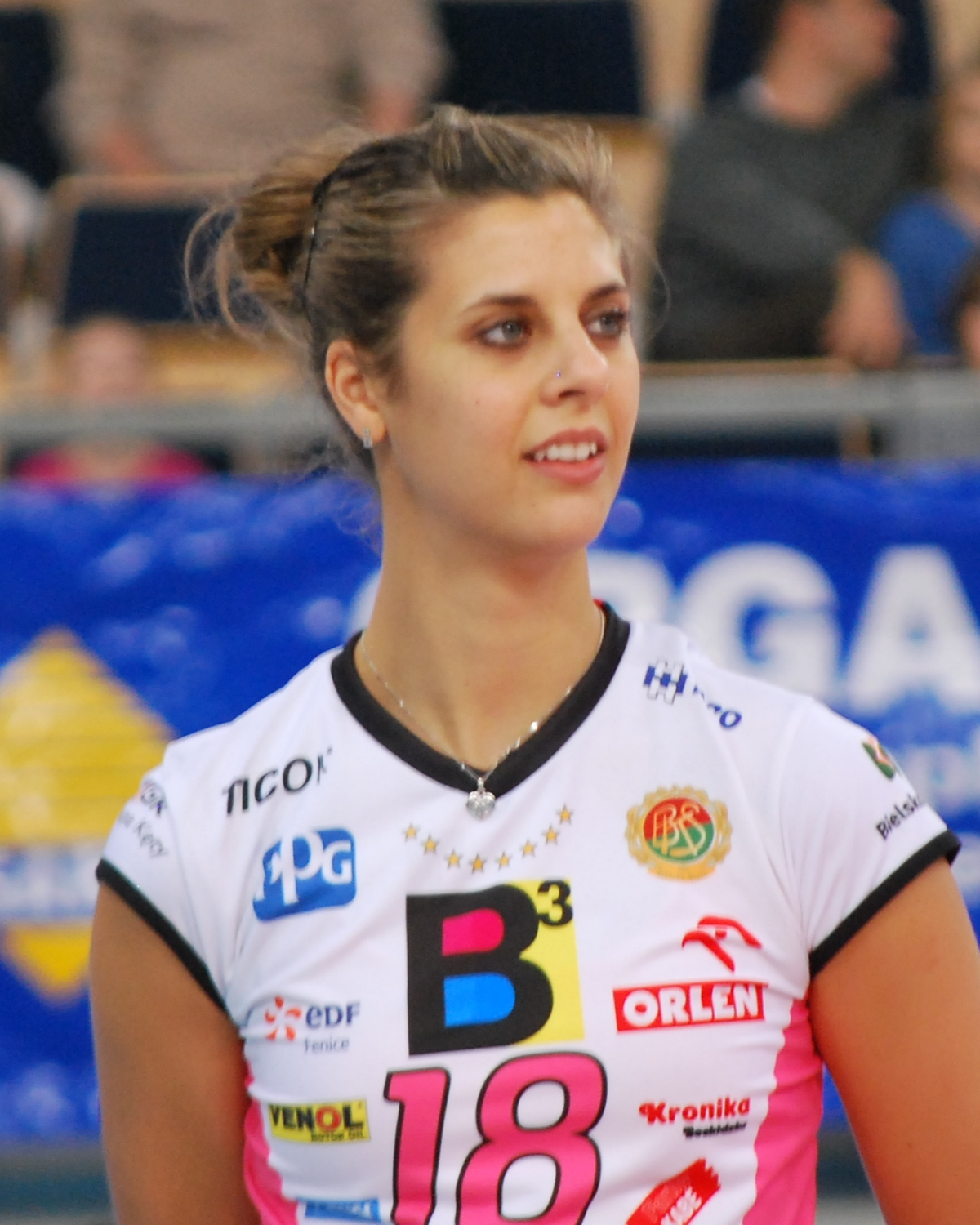
Яэль Кастильоне
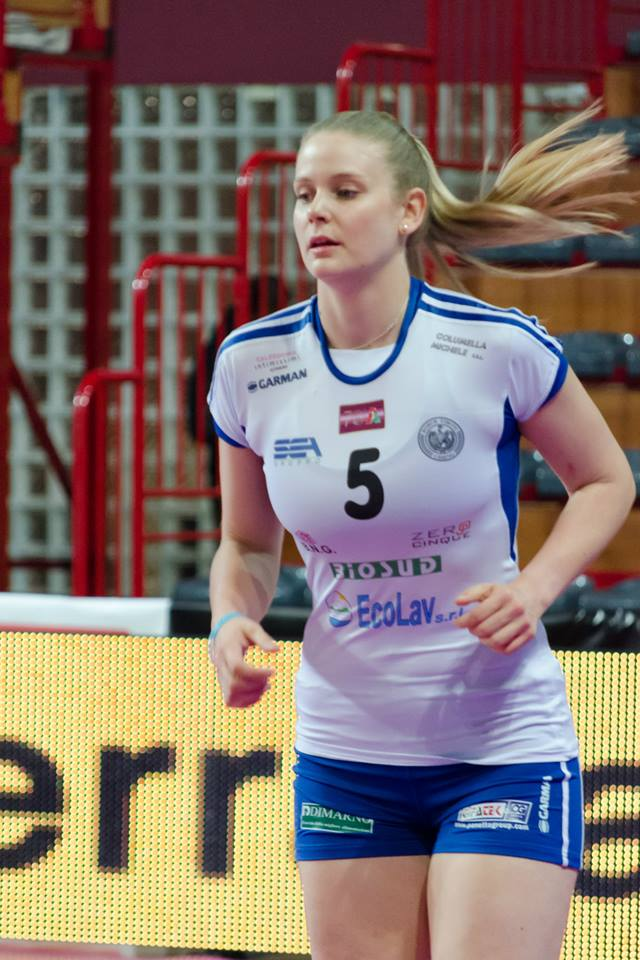
Лусия Фреско